# Liste der Fischereikennzeichen in Island
Das Fischereikennzeichen ist ein vorgeschriebenes Kennzeichen am Bug von Seefischerschiffen. Das Kennzeichen besteht aus einer Buchstabenfolge, die den Heimathafen bezeichnet, gefolgt von einer Registriernummer.

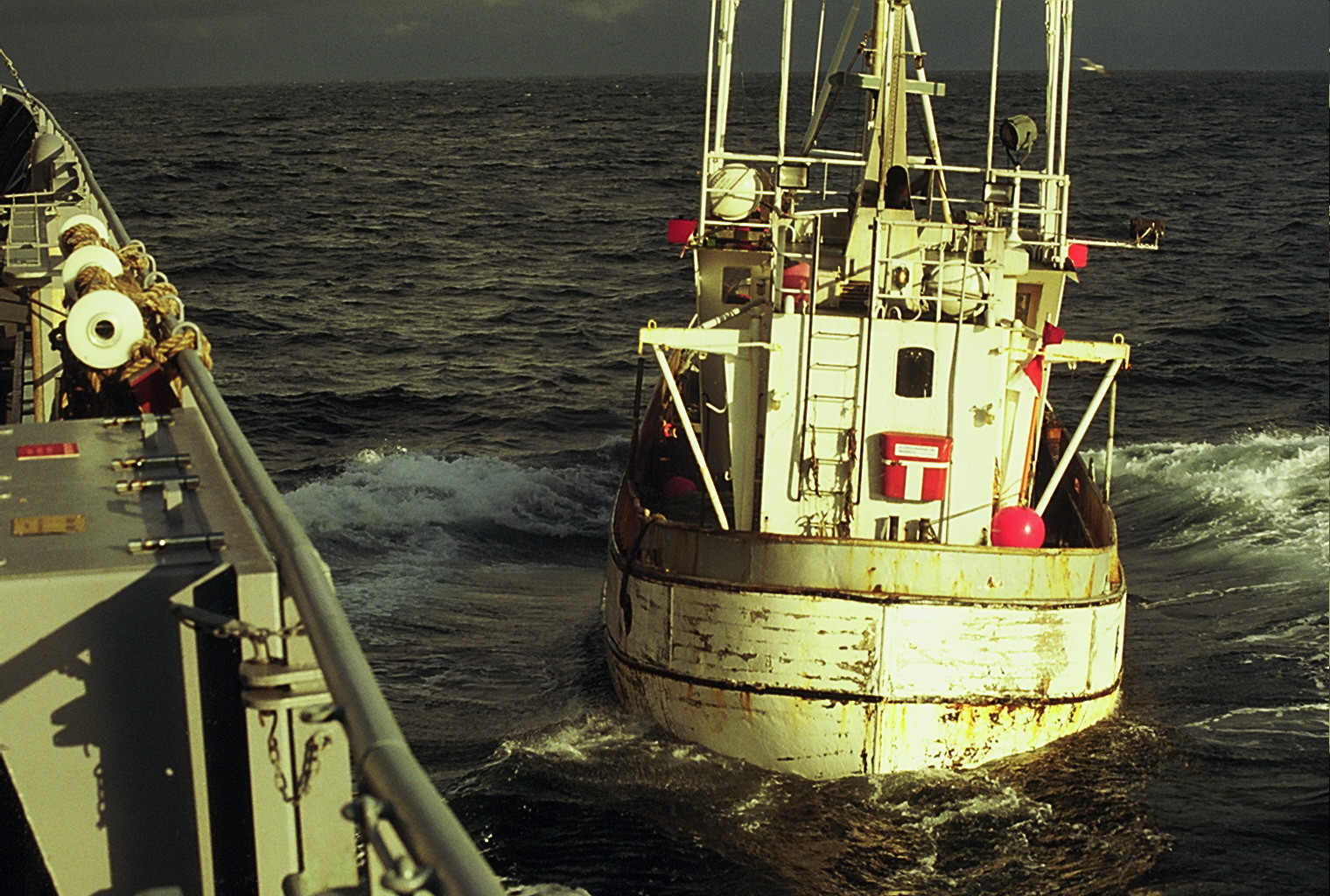
Isländischer Fischkutter, ablaufend von Schwedeneck (1988)

| Abkürzung | Heimathafen                             |
| --------- | --------------------------------------- |
| AK        | Akranes                                 |
| ÁR        | Árnessýsla                              |
| BA        | Barðastrandarsýsla                      |
| DA        | Dalasýsla                               |
| EA        | Eyjafjarðarsýsla                        |
| GK        | Grindavík                               |
| HF        | Hafnarfjörður                           |
| HU        | Húnavatnssýsla                          |
| IS        | Ísafjörður                              |
| KE        | Keflavík                                |
| MB        | Borgarnes                               |
| NÓ        | Kópavogur                               |
| NK        | Neskaupstaður                           |
| NS        | Seyðisfjörður                           |
| ÓF        | Ólafsfjörður                            |
| RA        | Rangárvallasýsla                        |
| RE        | Reykjavík                               |
| SF        | Skaftafellssýsla                        |
| SH        | Ólafsvík, Grundarfjörður, Stykkishólmur |
| SI        | Siglufjörður                            |
| SK        | Skagafjörður                            |
| ST        | Strandasýsla                            |
| SU        | Suður-Múlasýsla                         |
| VE        | Vestmannaeyjar                          |
| ÞH        | Þingeyjarsýsla                          |